# Rinconada, Emiliano Zapata
Rinconada är en ort i Mexiko.   Den ligger i kommunen Emiliano Zapata och delstaten Veracruz, i den sydöstra delen av landet, 270 km öster om huvudstaden Mexico City. Rinconada ligger 233 meter över havet och antalet invånare är 6 687.
Terrängen runt Rinconada är platt åt nordost, men åt sydväst är den kuperad. Terrängen runt Rinconada sluttar österut. Runt Rinconada är det ganska tätbefolkat, med 93 invånare per kvadratkilometer. Närmaste större samhälle är Zempoala, 19,3 km nordost om Rinconada. Trakten runt Rinconada består till största delen av jordbruksmark.